# 皮德維索凱 (特諾皮爾州)
49°23′40″N 24°47′34″E / 49.39444°N 24.79278°E

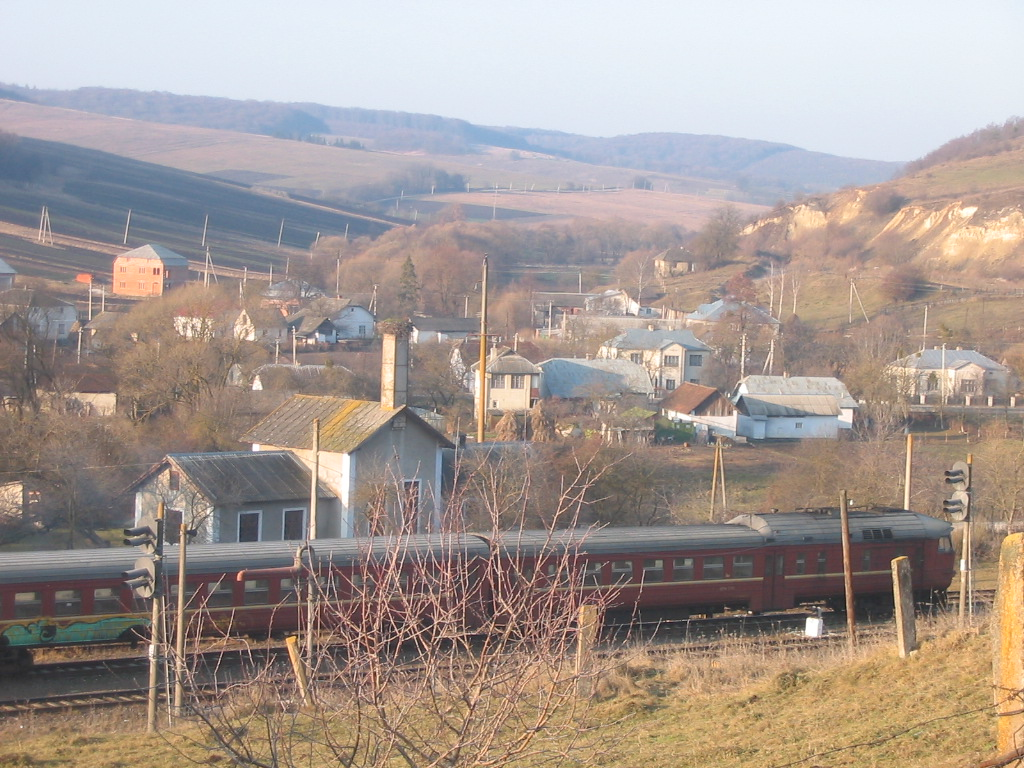

皮德維索凱（烏克蘭語：Підвисоке）是位於烏克蘭西南部的村莊，由特諾皮爾州特諾皮爾區的納拉伊夫市鎮負責管轄。該村始建於十六世紀，面積1.15平方公里，2014年人口271，人口密度每平方公里275.7人。